# Musikjahr 1916
Liste der Musikjahre

◄◄ | ◄ | 1912 | 1913 | 1914 | 1915 | Musikjahr 1916 | 1917 | 1918 | 1919 | 1920 | ► | ►►

Weitere Ereignisse
Dieser Artikel behandelt das Musikjahr 1916.

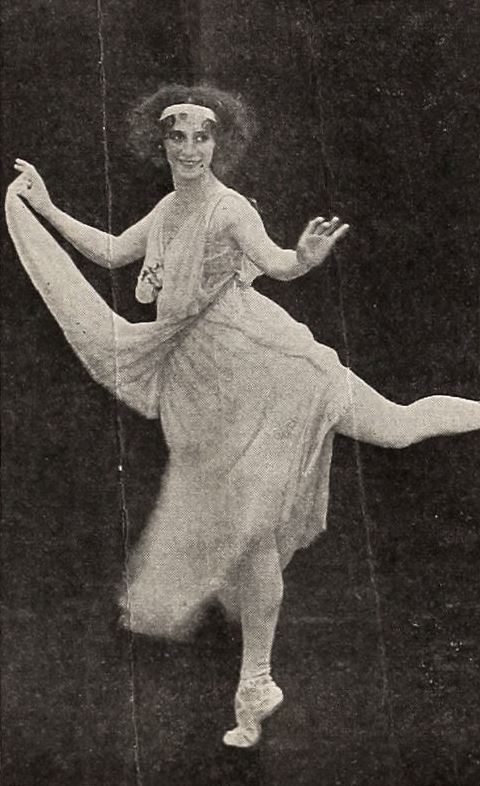
Die russische Balletttänzerin Anna Pawlowna Pawlowa 1916

## Ereignisse

### Dadaismus
- 05. Februar: Hugo Ball gründet mit seiner Freundin Emmy Hennings in Zürich in der Spiegelgasse 1, unweit von Lenins Exilwohnung, das Cabaret Voltaire. Hier entsteht die Bewegung des Dadaismus. Bald schließen sich auch der rumänische Dichter Tristan Tzara sowie Hans Arp und Richard Huelsenbeck dem Cabaret an.

### Uraufführungen

#### Oper
- 05. März: An der Hofoper Dresden hat Eugen d’Alberts Oper Die toten Augen mit dem Libretto von Hans Heinz Ewers und Marc Henry mit großem Erfolg ihre Uraufführung. Dirigent ist Fritz Reiner.
- 28. März: Die beiden einaktigen Opern Der Ring des Polykrates und Violanta von Erich Wolfgang Korngold werden an der Hofoper in München uraufgeführt. Sie haben einen derartigen Erfolg, dass Korngold in den nächsten Jahren zu einem der meistgespielten Opernkomponisten Deutschlands und Österreichs wird.
- 01. April: Die Schneider von Schönau, eine komische Oper in drei Akten des niederländischen Komponisten Jan Brandts-Buys mit dem Libretto von Ignaz Michael Welleminsky, wird an der Dresdner Hofoper uraufgeführt. Die Oper verschafft dem Komponisten einen internationalen Erfolg.
- 04. Oktober: Die zweite Fassung der Oper Ariadne auf Naxos von Richard Strauss mit dem Libretto von Hugo von Hofmannsthal wird an der Hofoper in Wien uraufgeführt.
- 15. Oktober: Die Uraufführung der Oper Das höllisch Gold von Julius Bittner findet in Darmstadt statt. Die Oper wird der größte Erfolg des Komponisten.
- 05. Dezember: Die Uraufführung der Kammeroper Savitri von Gustav Holst erfolgt in der Wellington Hall in London.

#### Operette
- 14. Januar: Die Operette Der Sterngucker von Franz Lehár auf ein Libretto von Fritz Löhner-Beda und Alfred Maria Willner wird im Theater in der Josefstadt in Wien uraufgeführt.
- 15. Januar: Am Raimundtheater in Wien erfolgt die Uraufführung des Singspiels Das Dreimäderlhaus von Heinrich Berté. Zentrale Figur der Operette ist der Komponist Franz Schubert, dessen Musik Berté in leicht bearbeiteter Form seiner Partitur zugrunde gelegt hat. Das Libretto verfassten Alfred Maria Willner und Heinz Reichert. Es basiert auf dem Roman Schwammerl von Rudolf Hans Bartsch.
- 28. Januar: Die Operette Liebeszauber von Oscar Straus wird am Bürgertheater in Wien uraufgeführt.
- 31. März: Die Uraufführung der Operette Der selige Balduin von Walter Kollo erfolgt in Montis Operetten-Theater in Berlin.
- 09. September: Die Uraufführung der Operette Auf Flügeln des Gesanges von Walter Kollo erfolgt am Berliner Theater in Berlin

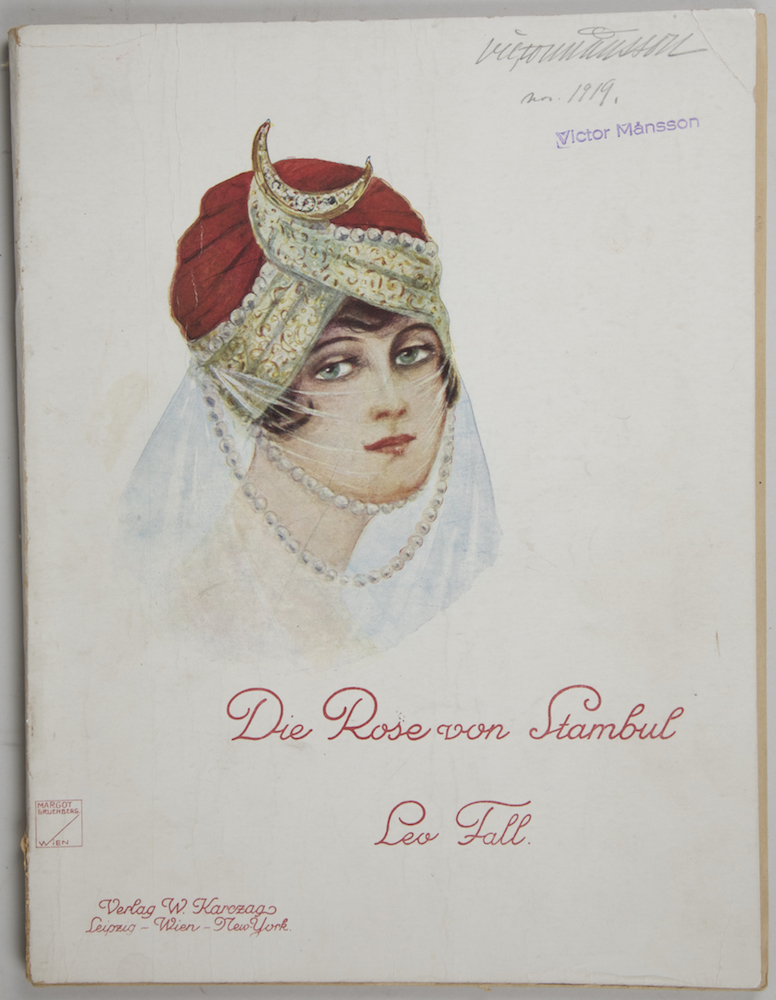
Leo Fall – Die Rose von Stambul – Titelbild des Klavierauszugs

- 02. Dezember: Die Operette Die Rose von Stambul von Leo Fall wird am Theater an der Wien in Wien uraufgeführt. Das Werk mit dem Libretto von Julius Brammer und Alfred Grünwald gehört zur sogenannten Silbernen Operettenära.

Weitere Operettenuraufführungen
- Edmund Eysler: Hanni geht tanzen!
- Leo Ascher: Die schöne Komödiantin und Der Soldat der Marie (zwei Operetten)
- Robert Stolz: Der Favorit.
- Ralph Benatzky: Du goldige Frau; Liebe im Schnee

#### Instrumentalmusik
- Claude Debussy: Sonate für Flöte, Viola und Harfe, Uraufführung: 7. November in Boston
- Max Reger: Phantasie und Fuge in d-moll op. 135b

### Jazz

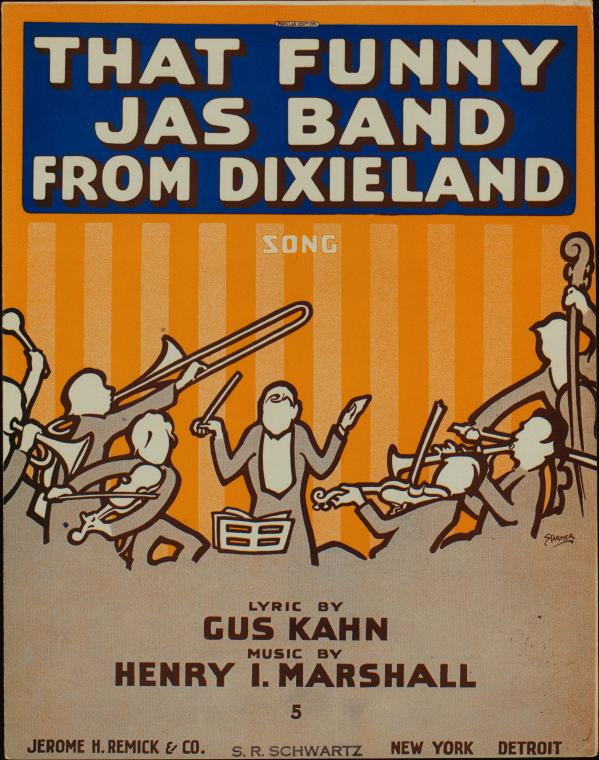
Frühe Notenausgabe von That Funny Jas Band from Dixieland (1916, in heute unüblicher Schreibweise)

- 22. Mai: In der amerikanischen Zeitung Chicago Tribune wird erstmals der musikalische Terminus „Jaz“ erwähnt.
- 05. Juni: Stein's Dixie Jass Band spielt erstmals unter dem Namen Original Dixieland Jass Band.
- 00. Dezember: Wilbur Sweatman nimmt in New York City den „Down Home Rag“ auf.

### Chormusik
- Juhan Aavik: Laulu vöim [Die Macht des Liedes] für gemischten Chor[1]

### Sonstiges
- Der neapolitanische Tenor Enrico Caruso nimmt als erster das von Eduardo Di Capua komponierte Lied ’O sole mio auf Platte auf.

## Geboren

### Januar bis März
- 03. Januar: Maxene Angelyn Andrews, US-amerikanische Sängerin († 1995)
- 03. Januar: Antonio Estévez, venezolanischer Komponist († 1988)

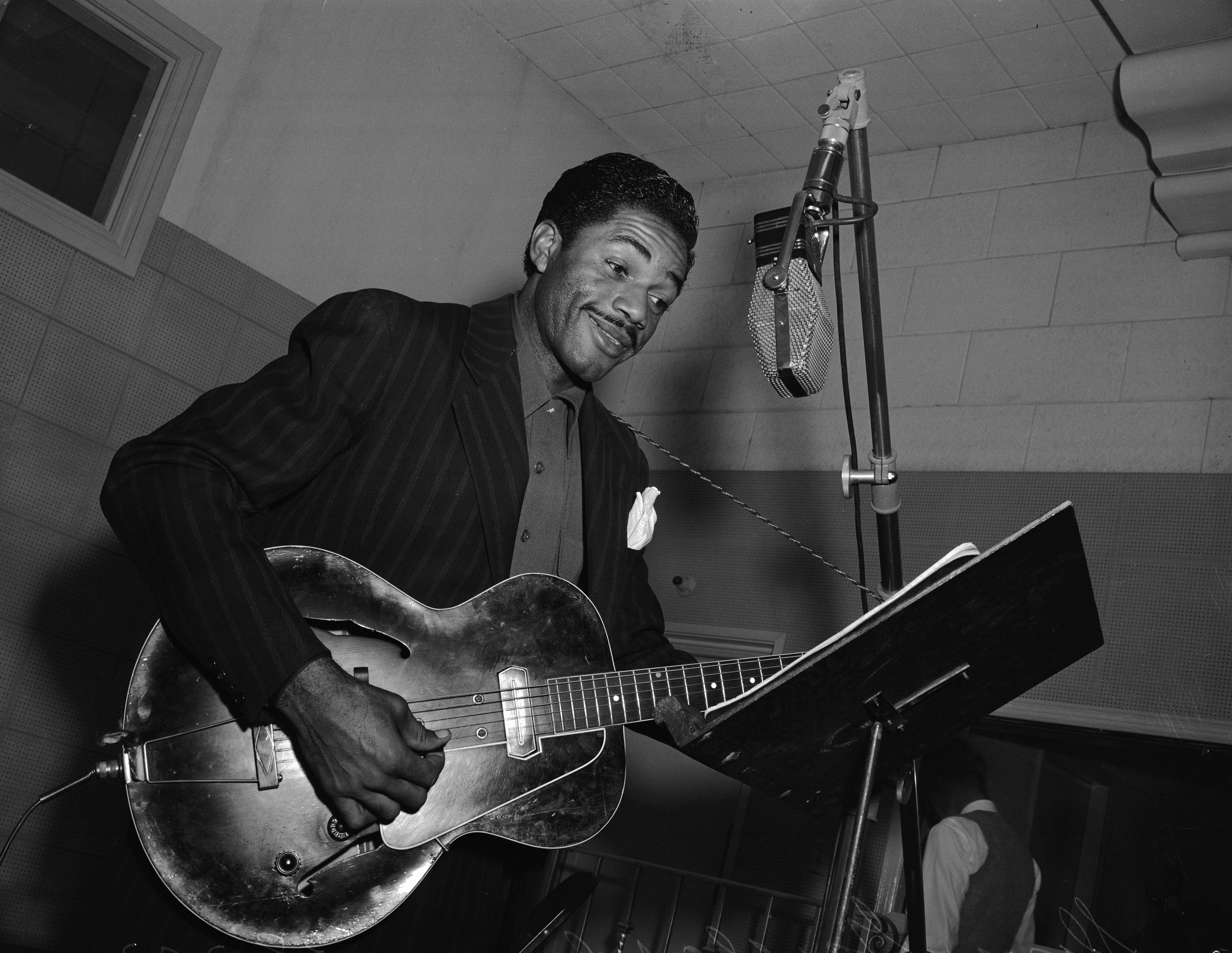
Slim Gaillard; * 4. Januar

- 04. Januar: Slim Gaillard, US-amerikanischer Jazz-Sänger († 1991)
- 04. Januar: Willy Mattes, österreichischer Komponist, Arrangeur und Dirigent († 2002)
- 11. Januar: Zikmund Schul, deutscher Komponist († 1944)
- 12. Januar: Jay McShann, US-amerikanischer Blues-Musiker († 2006)
- 14. Januar: Enrique Francini, argentinischer Geiger, Bandleader und Tangokomponist († 1978)
- 15. Januar: Andrés Falgás, argentinischer Tangosänger und -komponist († 1995)
- 15. Januar: Denise Soriano, französische Geigerin († 2006)
- 21. Januar: Miquel Asins Arbó, spanischer Komponist, Dirigent und Lehrer († 1996)
- 22. Januar: Henri Dutilleux, französischer Komponist († 2013)
- 24. Januar: Mithat Fenmen, türkischer Pianist, Komponist und Musikpädagoge († 1982)
- 26. Januar: Hans Martin, deutscher Komponist, Chorleiter und Organist († 2007)
- 30. Januar: Benno Kusche, deutscher Opernsänger († 2010)

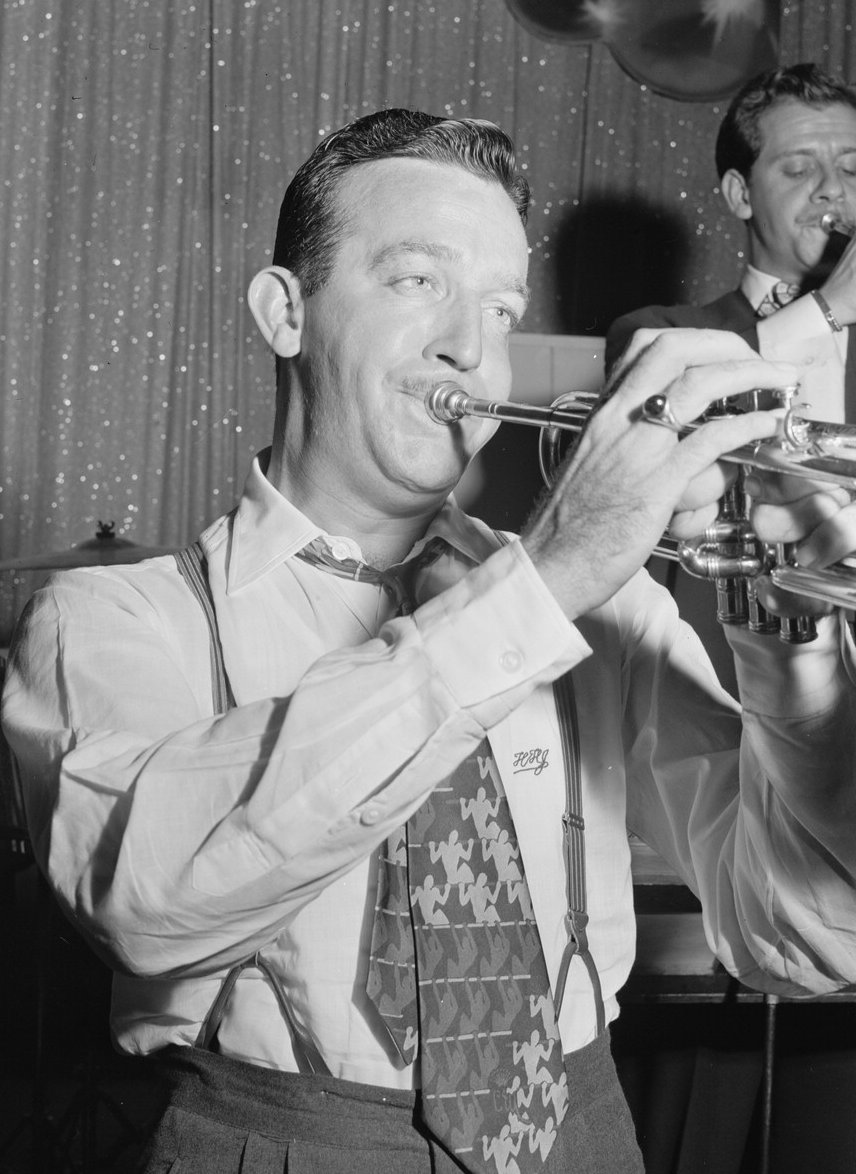
Harry James; * 15. März

- 31. Januar: Carlos Jiménez Mabarak, mexikanischer Komponist († 1994)
- 01. Februar: Chocolate Williams, US-amerikanischer Jazzmusiker (Kontrabass, Gesang) († 1984)
- 05. Februar: Daniel Santos, puerto-ricanischer Sänger und Komponist († 1992)
- 16. Februar: James J. Fuld, US-amerikanischer Jurist und Musikwissenschaftler († 2008)
- 20. Februar: Julius Juzeliūnas, litauischer Komponist und Musikpädagoge († 2001)
- 21. Februar: Ernst Thomas, deutscher Musikkritiker und Musikschriftsteller († 1997)
- 25. Februar: Lisedore Praetorius, deutsche Cembalistin und Musikpädagogin († 2009)
- 26. Februar: Mordecai Seter, israelischer Komponist († 1994)
- 29. Februar: Dinah Shore, US-amerikanische Sängerin († 1994)
- 02. März: Bernard Stevens, englischer Komponist und Dirigent († 1983)
- 08. März: George Sylvester „Red“ Callender, US-amerikanischer Jazzbassist (Kontrabass und Tuba) († 1992)

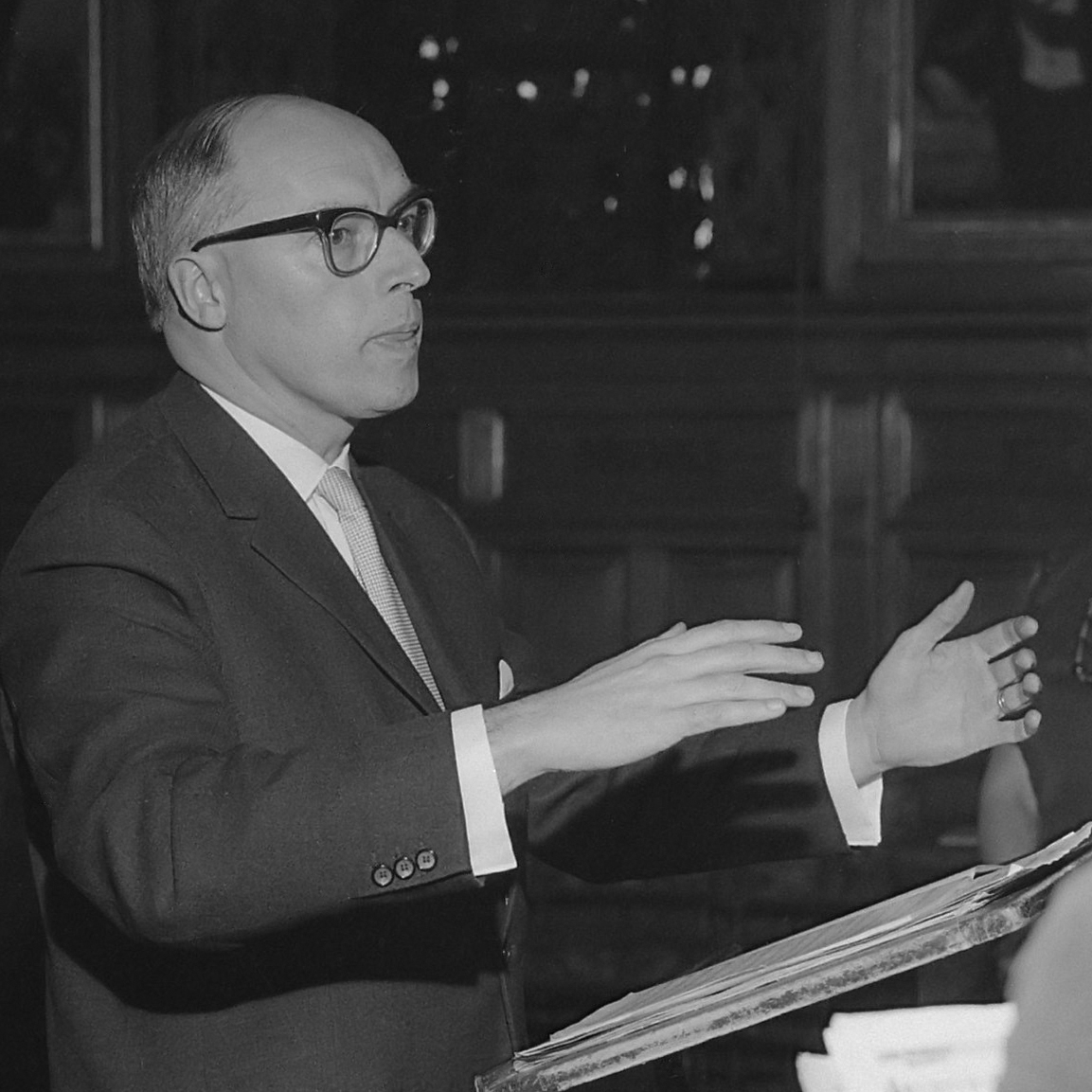
Louis Toebosch; * 18. März

- 15. März: Harry James, amerikanischer Trompeter und Bandleader († 1983)
- 18. März: Winton Dean, englischer Musikwissenschaftler († 2013)
- 18. März: Louis Toebosch, niederländischer Komponist und Professor († 2009)
- 25. März: Nikolai Peiko, russischer Komponist († 1995)
- 26. März: Vic Schoen, US-amerikanischer Jazzmusiker, Bandleader, Arrangeur und Komponist († 2000)
- 27. März: Georges Savaria, kanadischer Pianist, Ondist, Musikpädagoge und Komponist († 1998)
- 28. März: Jess Willard, US-amerikanischer Country-Musiker († 1959)
- 29. März: Floreal Ruiz, argentinischer Tangosänger († 1978)

### April bis Juni
- 02. April: Gérard Caron, kanadischer Organist und Pianist († 1986)0
- 02. April: Oleg Lundstrem, russischer Jazz-Musiker († 2005)
- 03. April: Maruja Pacheco Huergo, argentinische Pianistin, Komponistin, Sängerin, Schauspielerin und Dichterin († 1983)
- 10. April: Karl Peinkofer, deutscher Schlagzeuger, Paukist und Musikpädagoge († unbekannt)
- 11. April: Alberto Ginastera, argentinischer Komponist († 1983)
- 12. April: Russell Garcia, US-amerikanischer Komponist und Arrangeur († 2011)
- 15. April: Juan Cambareri, argentinischer Bandoneonist, Bandleader und Tangokomponist († 1992)

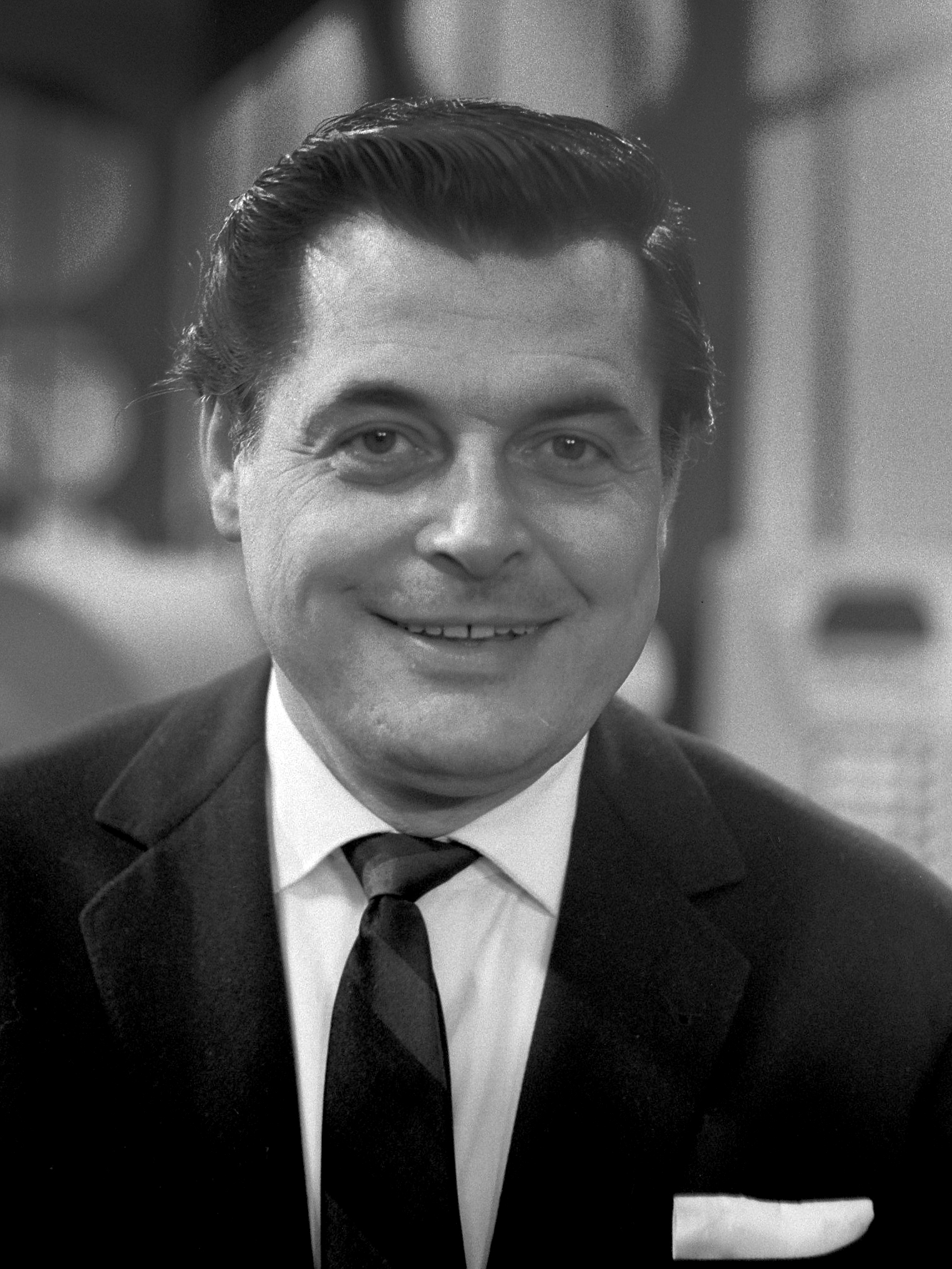
Gerhard Wendland; * 19. April

- 19. April: Gerhard Wendland, deutscher Schlagersänger († 1996)
- 20. April: Peter Bejach, deutscher Hörspiel-, Fernseh- und Theater-Autor und -Regisseur († 2004)

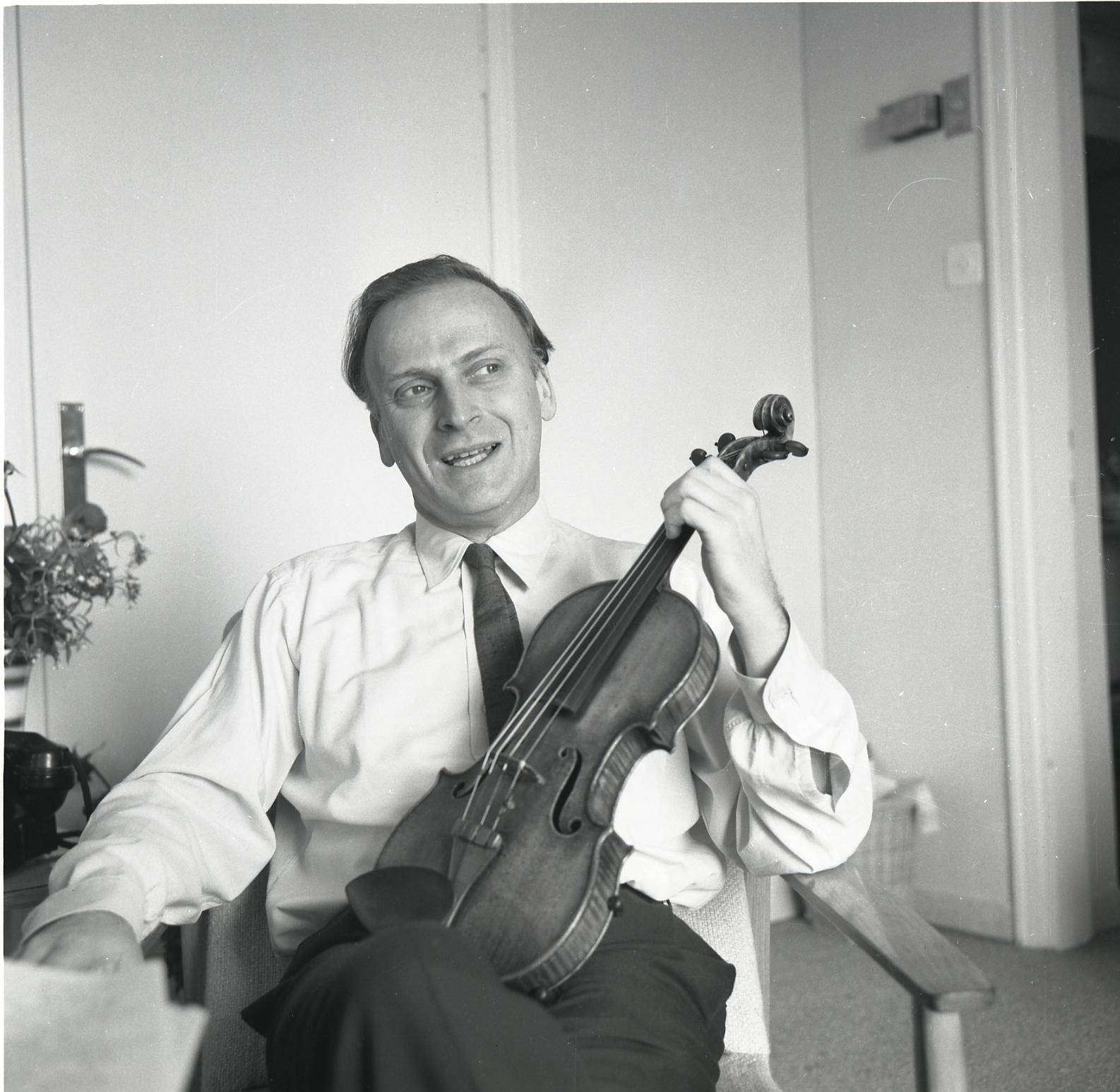
Yehudi Menuhin; * 22. April

- 22. April: Yehudi Menuhin, amerikanisch-britischer Violinist und Dirigent († 1999)
- 25. April: Luis Herrera de la Fuente, mexikanischer Dirigent und Komponist († 2014)
- 26. April: Arnold van Wyk, südafrikanischer Komponist († 1983)
- 27. April: Jan Rychlík, tschechischer Komponist († 1964)
- 05. Mai: Weli Muhadow, turkmenischer Komponist († 2005)
- 10. Mai: Milton Babbitt, US-amerikanischer Komponist († 2011)
- 12. Mai: Julio Ahumada, argentinischer Bandoneonist, Tangokomponist und Bandleader († 1984)
- 13. Mai: Jack Anglin, US-amerikanischer Country-Sänger († 1963)
- 14. Mai: Lance Dossor, britisch-australischer Pianist und Professor († 2005)
- 18. Mai: Constantin Bugeanu, rumänischer Komponist, Dirigent und Musikpädagoge († 1998)
- 22. Mai: Gordon Binkerd, US-amerikanischer Komponist und Musikpädagoge († 2003)
- 22. Mai: Alfred Pfeifle, deutscher Tenor († 1986)
- 26. Mai: Moondog, US-amerikanischer Komponist († 1999)
- 04. Juni: Domingo Federico, argentinischer Bandoneonist, Bandleader und Tangokomponist († 2000)
- 08. Juni: Adolph Hofner, US-amerikanischer Country-Musiker († 2000)
- 15. Juni: Horacio Salgán, argentinischer Orchesterleiter († 2016)
- 18. Juni: Gaston Allaire, kanadischer Musikwissenschaftler und -pädagoge, Organist und Pianist, Komponist († 2011)
- 20. Juni: T. Texas Tyler, US-amerikanischer Sänger († 1972)
- 22. Juni: Richard Eastham, US-amerikanischer Sänger und Schauspieler († 2005)
- 24. Juni: Ruth Shaw Wylie, US-amerikanische Komponistin und Musikpädagogin († 1989)
- 26. Juni: Karlrobert Kreiten, deutscher Pianist († 1943)
- 27. Juni: Marthe Létourneau, kanadische Sängerin und Gesangslehrerin († 1998)
- 27. Juni: Robert Normann, norwegischer Jazzmusiker († 1998)
- 30. Juni: Manuel Simó, dominikanischer Komponist, Dirigent und Musikpädagoge († 1988)

### Juli bis September
- 02. Juli: Ken Curtis, US-amerikanischer Sänger († 1991)
- 05. Juli: Lívia Rév, ungarische Pianistin († 2018)
- 27. Juli: Siegfried Reda, deutscher Komponist († 1968)
- 29. Juli: Charlie Christian, US-amerikanischer Jazz-Gitarrist († 1942)
- 02. August: Hans Peter Schanzlin, Schweizer Musikwissenschaftler († 1991)
- 04. August: Carlos Ramírez, kolumbianischer Sänger und Schauspieler († 1986)

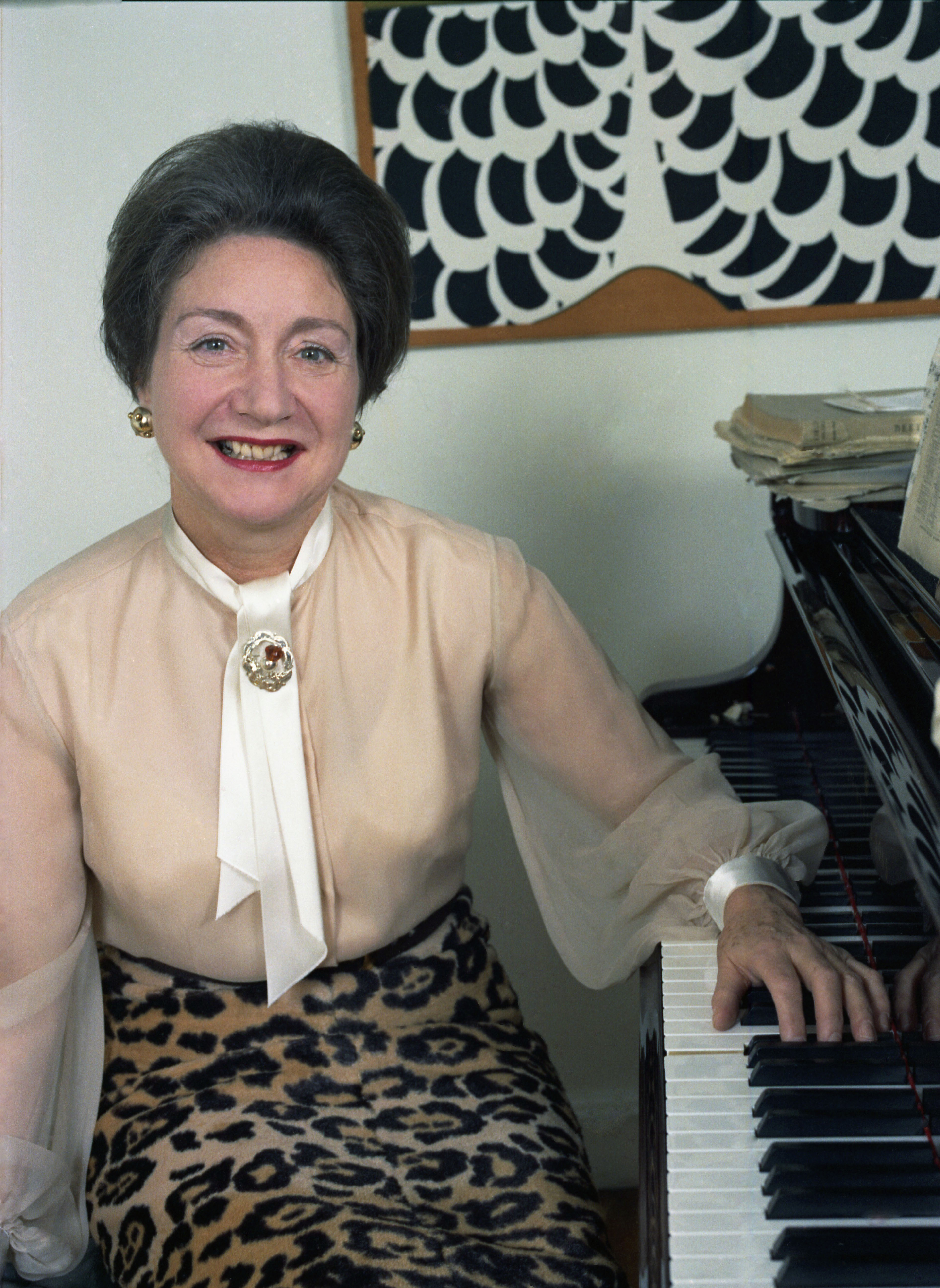
Moura Limpany; * 18. August

- 18. August: Moura Lympany, englische Pianistin († 2005)
- 25. August: Ernest Majo, deutscher Komponist und Professor († 2002)
- 26. August: Milton Soares Gomes dos Santos, brasilianischer Komponist († 1974)
- 28. August: Hélène Baillargeon, kanadische Sängerin und Folkloristin († 1997)
- 29. August: Consuelo Velázquez, mexikanische Komponistin († 2005)
- 02. September: Tatewik Sasandarjan, sowjetische bzw. armenische Mezzosopranistin und Hochschullehrerin († 1999)
- 12. September: William Alonzo Anderson, US-amerikanischer Jazz-Trompeter († 1981)
- 14. September: Irma Vila, mexikanische Sängerin und Schauspielerin († 1993)
- 25. September: Tolia Nikiprowetzky, russischer Komponist († 1997)
- 29. September: Minao Shibata, japanischer Komponist († 1996)
- 29. September: Josef Traxel, deutscher Tenor († 1975)

### Oktober bis Dezember
- 05. Oktober: Wolfram Röhrig, deutscher Pianist und Dirigent († 1998)
- 10. Oktober: Susana, Schweizer Flamencotänzerin, Tanzlehrerin und Choreografin († 2010)
- 10. Oktober: Erik Werner Tawaststjerna, finnischer Musikwissenschaftler und Pianist († 1993)
- 11. Oktober: Luis Kalaff, dominikanischer Sänger, Gitarrist und Komponist († 2010)
- 15. Oktober: Raúl Iriarte, argentinischer Tangosänger († 1982)
- 17. Oktober: Tadeusz Paciorkiewicz, polnischer Komponist und Musikpädagoge († 1998)
- 19. Oktober: Karl-Birger Blomdahl, schwedischer Komponist und Dirigent († 1968)
- 19. Oktober: Emil Grigorjewitsch Gilels, russischer Pianist († 1985)
- 21. Oktober: Paul Létourneau, kanadischer Geiger und Musikpädagoge († 2001)
- 24. Oktober: Pierre Sancan, französischer Pianist, Dirigent und Komponist († 2008)
- 31. Oktober: Earl Songer, US-amerikanischer Country-Musiker († 1972)

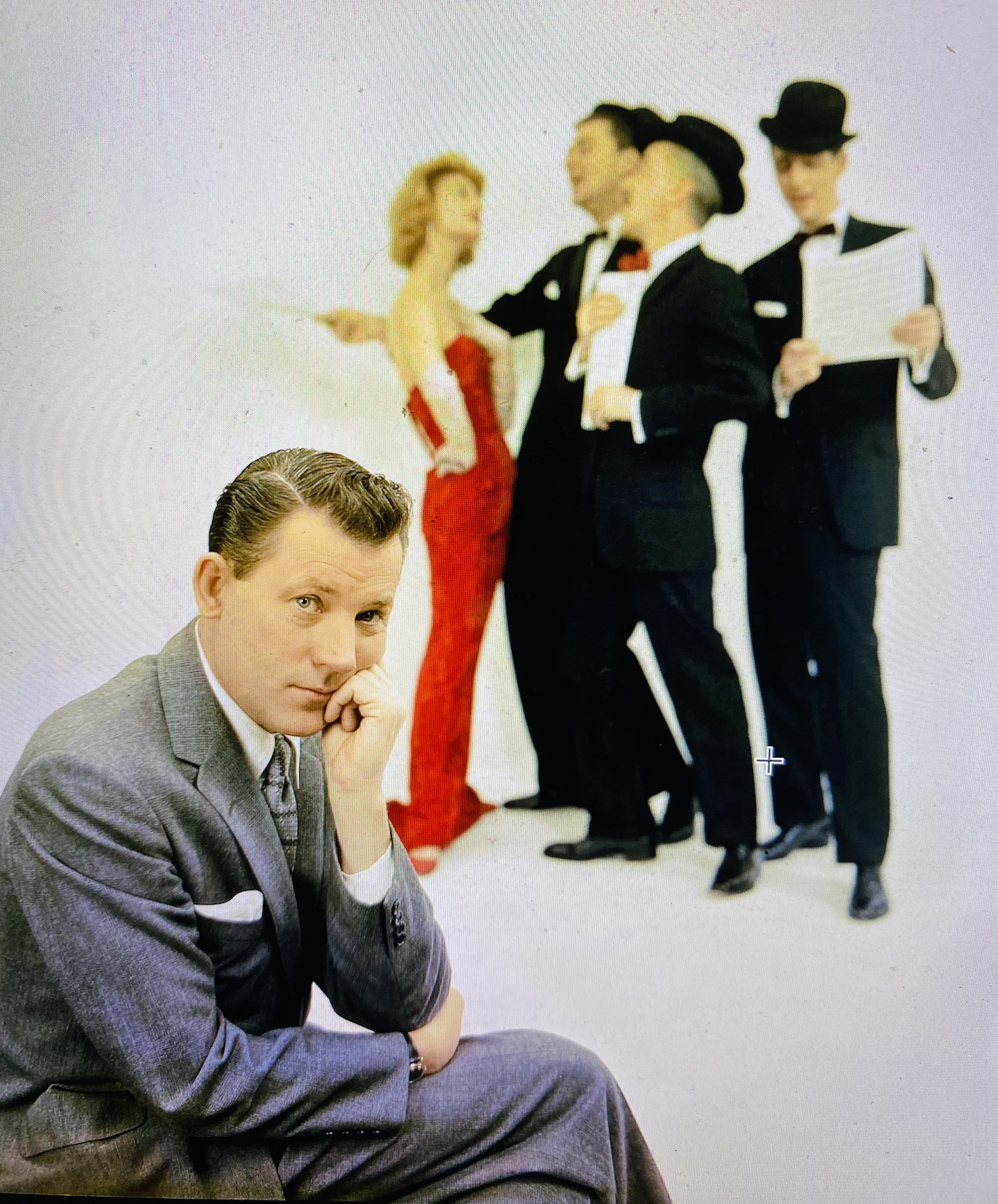
Ray Conniff; * 6. November

- 06. November: Ray Conniff, US-amerikanischer Komponist, Arrangeur, Orchesterleiter und Posaunist († 2002)
- 06. November: Albert Seay, US-amerikanischer Musikwissenschaftler († 1984)
- 07. November: Joe Bushkin, US-amerikanischer Jazzpianist († 2004)
- 12. November: Jean Papineau-Couture, kanadischer Komponist († 2000)
- 16. November: Herbert C. Abramson, US-amerikanischer Musikproduzent († 1999)
- 29. November: Valentino Bucchi, italienischer Komponist († 1976)
- 02. Dezember: Charlie Ventura, US-amerikanischer Jazzmusiker († 1992)
- 11. Dezember: Dámaso Pérez Prado, kubanischer Musiker und Komponist († 1989)
- 24. Dezember: Lalo Guerrero, US-amerikanischer Sänger, Gitarrist und Songwriter († 2005)
- 24. Dezember: Carlo Rustichelli, italienischer Filmmusikkomponist († 2004)
- 24. Dezember: Héctor Stamponi, argentinischer Tangopianist, Bandleader, Arrangeur, Tangokomponist und -dichter († 1997)
- 25. Dezember: Noël Brunet, kanadischer Geiger und Violinlehrer († 1973)
- 26. Dezember: Helmut Eder, österreichischer Komponist († 2005)
- 27. Dezember: Johnny Frigo, US-amerikanischer Jazzbassist und -violinist († 2007)
- 30. Dezember: Dorothy Carless, britische Jazz- und Popmusikerin (Gesang, Piano) und Schauspielerin († 2012)

### Genaues Geburtsdatum unbekannt
- Victor Abita, venezolanischer Pianist, Musikpädagoge und Komponist italienischer Herkunft († nach 1948)
- Mouha Oulhoussein Achiban, marokkanischer Amazigh-Sänger und Tänzer († 2016)
- Mario Escobar, chilenischer Tenorsaxophonist († 1984)
- Helen Kotas Hirsch, US-amerikanische Hornistin († 2000)
- Ray Norris, kanadischer Jazz- und Unterhaltungsmusiker (Gitarre) († 1958)
- Georg Windtner, österreichischer Orgelbauer († 1988)

## Gestorben

### Todesdatum gesichert
- 18. Januar: Česlovas Sasnauskas, litauischer Komponist (* 1867)
- 23. Januar: Ernst von Tschiderer, österreichischer Komponist (* 1830)
- 27. Januar: Cesare De Sanctis, italienischer Komponist, Kirchenmusiker und Musikpädagoge (* 1824)
- 01. Februar: Anton Juljewitsch Simon, russischer Komponist französischer Herkunft (* 1850)
- 24. März: Enrique Granados, spanischer Komponist und Pianist (* 1867)
- 09. April: Wilhelm Sauer, deutscher Orgelbaumeister (* 1831)

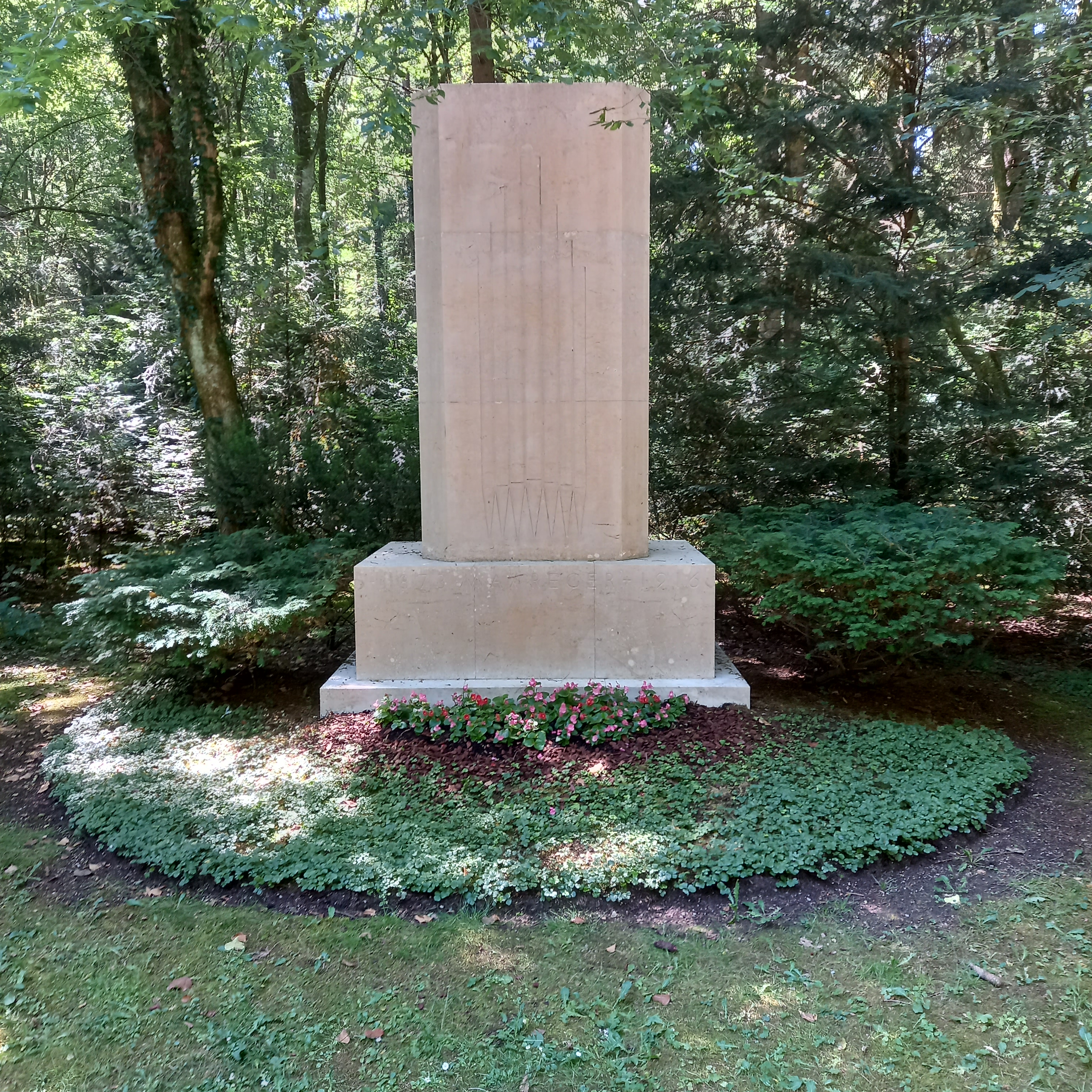
Das Grab von Max Reger auf dem Waldfriedhof München

- 11. Mai: Max Reger, deutscher Komponist und Organist (* 1873)
- 17. Mai: Gaston Salvayre, französischer Komponist (* 1847)
- 26. Mai: Heinrich Wiltberger, deutscher Komponist, Musiklehrer und Dirigent (* 1841)
- 28. Mai: Albert Lavignac, französischer Musikwissenschaftler und Komponist (* 1846)

Anna Schramm; † 1. Juni

- 01. Juni: Anna Schramm, deutsche Soubrette und Schauspielerin (* 1835)
- 24. Juli: Eugène Anthiome, französischer Komponist (* 1836)
- 27. Juli: Karl Klindworth, deutscher Komponist und Dirigent (* 1830)
- 16. August: Albert Fahr, deutscher Klavierhersteller und Stadtverordnetenvorsteher (* 1857)
- 10. September: Catharina Haaß, deutsche Musikpädagogin und Komponistin (* 1844)
- 12. September: Wilhelm von Ahn, deutscher Schauspieler und Tenor (* 1879)
- 15. September: Isidore Legouix, französischer Komponist (* 1834)
- 25. September: Julius Ernest Wilhelm Fučík, tschechischer Komponist und Kapellmeister (* 1872)
- 25. Oktober: Giulio Cottrau, italienischer Komponist (* 1831)
- 30. Oktober: Peter McCormick, australischer Liedermacher und Schullehrer (* 1833)
- 03. November: Ernest Frederick Abbott, britischer Unternehmer und Komponist (* 1843)
- 08. November: Frederic Woodman Root, US-amerikanischer Komponist und Musikpädagoge (* 1846)
- 23. November: Eduard Nápravník, tschechischer Dirigent und Komponist (* 1839)
- 27. November: James Cutler Dunn Parker, US-amerikanischer Komponist (* 1828)
- 02. Dezember: Emanuel Hüller, tschechischer Blasinstrumenten-Hersteller (* 1843)
- 03. Dezember: Victor Occellier, amerikanisch-kanadischer Sänger (* um 1865)
- 05. Dezember: Hans Richter, österreichisch-ungarischer Dirigent (* 1843)
- 20. Dezember: William Wallace Gilchrist senior, US-amerikanischer Komponist (* 1846)
- 27. Dezember: Nikolai Feopemptowitsch Solowjow, russischer Komponist und Musikpädagoge (* 1846)
- 28. Dezember: Eduard Strauß, österreichischer Komponist und Kapellmeister (* 1835)
- 30. Dezember: Alfred Ernst, deutsch-US-amerikanischer Dirigent, Komponist und Pianist (* 1868)

### Genaues Todesdatum unbekannt
- Edward Kreiser, US-amerikanischer Organist und Komponist (* 1869)
- Manuel Posadas, argentinischer Geiger und Musikpädagoge (* 1860)